# Adam Wylie

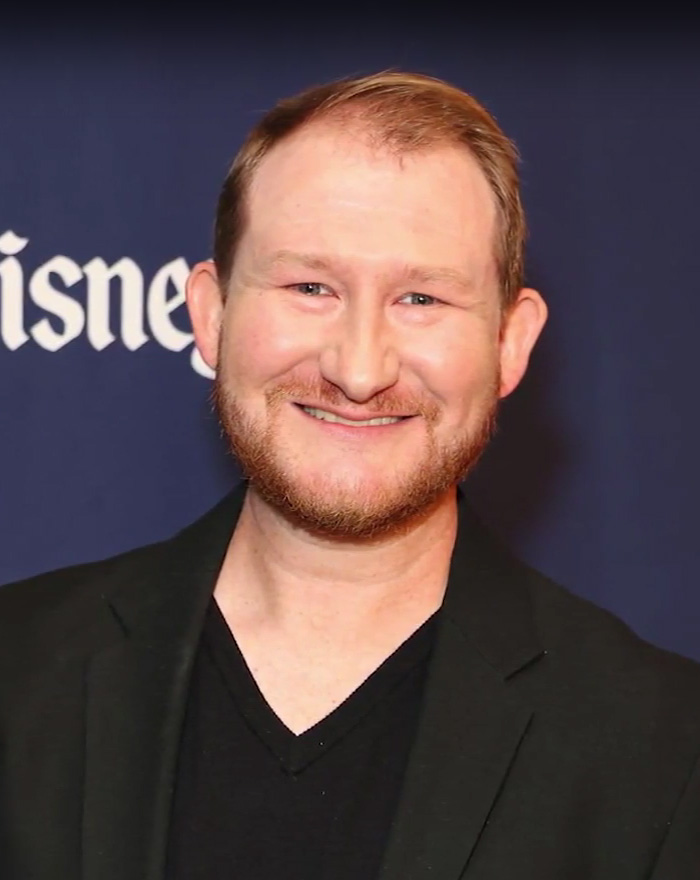
Adam Wylie (2022)

Adam Augustus Wylie (* 23. Mai 1984 in San Dimas, Kalifornien) ist ein US-amerikanischer Schauspieler.

## Biografie
Er ist der Sohn von Karen und Leonard Wylie und hat vier Geschwister.
Wylie spielte in zahlreichen Fernsehserien wie Gilmore Girls und Sliders – Das Tor in eine fremde Dimension mit. Für die Rolle des Charlie Sims in der Fernsehserie Die Abenteuer des Brisco County jr. gewann er 1994 den Young Artist Award. Von 1992 bis 1996 spielte er seine bekannteste Rolle als Zachary Brock in der Fernsehserie Picket Fences – Tatort Gartenzaun. Außerdem spielte er eine Rolle in der Fernsehserie Castle (Folge 7x12 Verzweifelte Heilige). 1999 war er Hauptdarsteller des 4D-Films Pirates 4D, eines Films, der exklusiv in Freizeitparks gezeigt wird.
Wylies Stimme ist im englischsprachigen Raum in einigen Zeichentrickserien wie Hey Arnold! zu hören. Im Spielfilm Cutaway – Jede Sekunde zählt! (2000) spielte er neben Tom Berenger, im Film Daybreak – Katastrophe in L.A. (2000) neben Roy Scheider und im Film Flying Virus – Ein Stich und Du bist tot (2001) neben Rutger Hauer.
Wylie tritt außerdem in zahlreichen Theaterstücken auf. Dazu gehört u. a. das Musical Into the Woods, in dem er 2002 unter der Regie von Stephen Sondheim die Hauptrolle spielte.

## Filmografie

### Filme
- 1990: Gegen ihren Willen (Without Her Consent, Fernsehfilm)
- 1990: Chucky 2 – Die Mörderpuppe ist wieder da (Child's Play 2)
- 1990: Kindergarten Cop
- 1991: Der Doktor – Ein gewöhnlicher Patient (The Doctor)
- 1992: Stepfather III – Vatertag (Stepfather III)
- 1992: Ein Yuppie steht im Wald (Out on a Limb)
- 1993: Robin Hood Junior
- 1995: Zeit der Bewährung (Breaking Free)
- 1996: Santa Claus mit Muckis (Santa with Muscles)
- 1997: Das Geheimnis der Mumie (Under Wraps, Fernsehfilm)
- 1998: Sandman
- 1999: Harvey’s Zauberballons (Balloon Farm, Fernsehfilm)
- 1999: Mikes galaktisches Abenteuer (Can of Worms, Fernsehfilm)
- 1999: Schatten des Ruhms – Die Michael-Landon-Story (Michael Landon, the Father I Knew, Fernsehfilm)
- 2000: Lost in the Pershing Point Hotel
- 2000: Cutaway – Jede Sekunde zählt (Cutaway, Fernsehfilm)
- 2000: Daybreak – Katastrophe in L.A. (Daybreak)
- 2001: Flying Virus
- 2004: Roomies
- 2004: Tales of a Fly on the Wall (Fernsehfilm)
- 2005: The Biggest Fan
- 2007: Species IV – Das Erwachen (Species: The Awakening, Fernsehfilm)
- 2009: Street Dreams
- 2009: Porky’s IV: Pimpin’ Pee Wee
- 2013: Dark Power
- 2013: ’Til Morning
- 2014: Stage Door Divas
- 2015: Pocket Listing
- 2015: Up in Smoke (Fernsehfilm)
- 2020: The Big Ugly
- 2022: Das Geheimnis der Mumie 2 (Under Wraps 2)

### Serien
- 1990: Harrys Nest (Empty Nest, Fernsehserie, Episode 2x16)
- 1991: Wer ist hier der Boss? (Who's the Boss?, Fernsehserie, Episode 7x22)
- 1991: Hör’ mal, wer da hämmert (Home Improvement, Fernsehserie, Episode 1x05)
- 1991: Seinfeld (Fernsehserie, Episode 3x06)
- 1992: Alle meine Kinder (The Torkelsons, Fernsehserie, Episode 1x16)
- 1992–1996: Picket Fences: Tatort Gartenzaun (Picket Fences, Fernsehserie, 88 Episoden)
- 1993: Die Abenteuer des Brisco County jr. (The Adventures of Brisco County, Jr., Fernsehserie, Episode 1x07)
- 1995: Hallo Cockpit (The Crew, Fernsehserie, Episode 1x06)
- 1996: Das Leben und ich (Boy Meets World, Fernsehserie, Episode 3x13)
- 1996: Lisa – Der helle Wahnsinn (Weird Science, Fernsehserie, Episode 4x06)
- 1996: Mord ist ihr Hobby (Murder, She Wrote, Fernsehserie, Episode 12x20)
- 1996: Love and Marriage (Fernsehserie, 2 Episoden)
- 1997: Sliders – Das Tor in eine fremde Dimension (Sliders, Fernsehserie, Episode 3x13)
- 1997: Living Single (Fernsehserie, Episode 4x14)
- 1997: High Incident – Die Cops von El Camino (High Incident, Fernsehserie, Episode 2x14)
- 1997: Oddville, MTV (Fernsehserie, Episode vom 9. Juli 1997)
- 1998: Ein Hauch von Himmel (Touched by an Angel, Fernsehserie, Episode 4x15)
- 1998: X-Factor: Das Unfassbare (Beyond Belief: Fact or Fiction, Fernsehserie, Episode 2x03)
- 1998: Pensacola – Flügel aus Stahl (Pensacola: Wings of Gold, Fernsehserie, Episode 1x18)
- 1998: Kelly Kelly (Fernsehserie, Episode 1x03)
- 1998: Eine himmlische Familie (7th Heaven, Fernsehserie, Episode 3x05)
- 1999: Chicken Soup for the Soul (Fernsehserie, eine Episode)
- 1999: Walker, Texas Ranger (Fernsehserie, Episode 8x10)
- 1999/2001: Cousin Skeeter (Fernsehserie, 2 Episoden)
- 2000: Undressed – Wer mit wem? (Undressed, Fernsehserie, 3 Episoden)
- 2000: Movie Stars (Fernsehserie, Episode 2x03)
- 2001: Kate Brasher (Fernsehserie, Episode 1x02)
- 2001: Highway to Hell – 18 Räder aus Stahl (18 Wheels of Justice, Fernsehserie, Episode 2x07)
- 2001: Chaos City (Fernsehserie, Episode 5x22)
- 2001: The Huntress (Fernsehserie, Episode 1x27)
- 2001: Dead Last (Fernsehserie, Episode 1x03)
- 2001: Ed – Der Bowling-Anwalt (Ed, Fernsehserie, 2 Episoden)
- 2001–2003: Gilmore Girls (Fernsehserie, 6 Episoden)
- 2002: Für alle Fälle Amy (Judging Amy, Fernsehserie, Episode 3x13)
- 2002: So Little Time (Fernsehserie, Episode 1x17)
- 2002: Lady Cops – Knallhart weiblich (The Division, Fernsehserie, Episode 2x07)
- 2004: Navy CIS (NCIS: Naval Criminal Investigative Service, Fernsehserie, Episode 1x17)
- 2004: Malcolm mittendrin (Malcolm in the Middle, Fernsehserie, Episode 5x20)
- 2004: Veronica Mars (Fernsehserie, Episode 1x04)
- 2005: Monk (Fernsehserie, Episode 3x10)
- 2005: Die himmlische Joan (Joan of Arcadia, Fernsehserie, Episode 2x19)
- 2006: Zoey 101 (Fernsehserie, Episode 2x07)
- 2006: Entourage (Fernsehserie, Episode 3x02)
- 2008: Numb3rs – Die Logik des Verbrechens (Numb3rs, Fernsehserie, Episode 5x10)
- 2009: Terminator: S.C.C. (Fernsehserie, Episode 2x15)
- 2009: Life (Fernsehserie, Episode 2x17)
- 2010: General Hospital (Fernsehserie, Episode 11986)
- 2010: CSI: Miami (Fernsehserie, Episode 8x17)
- 2012: Shake It Up! – Tanzen ist alles (Shake It Up!, Fernsehserie, Episode 2x28)
- 2013: Anger Management (Fernsehserie, Episode 2x25)
- 2013: Mad (Fernsehserie, Episode 4x22)
- 2013: Dark Things (Fernsehserie, Episode 1x04)
- 2014: Perception (Fernsehserie, Episode 2x14)
- 2015: Castle (Fernsehserie, Episode 7x12)
- 2021: Lucifer (Fernsehserie, Episode 6x01)

## Synchronrollen

### Filme
- 1994: Pom Poko (Heisei tanuki gassen ponpoko) als unbekannt
- 1994: Die Schwanenprinzessin (The Swan Princess) als junger Prinz Derek
- 1995: Napoleon – Abenteuer auf vier Pfoten (Napoleon) als Napoleon
- 1996: Charlie – Ein himmlischer Held (All Dogs Go to Heaven 2) als David
- 1997: Das häßliche Entlein (The Ugly Duckling) als Young Ugly
- 1999: Der König und ich (The King and I) als Louis Leonowens
- 2005: Kitty’s Dish (Fernsehfilm) als Josh
- 2009: Natalee Holloway (Fernsehfilm) als unbekannt
- 2010: Sammys Abenteuer – Die Suche nach der geheimen Passage (Sammy's avonturen: De geheime doorgang) als zusätzliche Stimme
- 2012: Ben 10: Destroy All Aliens (Fernsehfilm) als JT
- 2013: Die Schlümpfe – Eine schön schaurige Schlumpfgeschichte (The Smurfs: The Legend of Smurfy Hollow, Fernsehfilm) als panischer Schlumpf
- 2013: Die Schlümpfe 2 (The Smurfs 2) als panischer Schlumpf
- 2021: Die Mitchells gegen die Maschinen (The Mitchells vs the Machines) als zusätzliche Stimmen

### Serien
- 1993: All-New Dennis the Menace (Fernsehserie, 13 Episoden) als Dennis Mitchell
- 1996: Phantom 2040 (Fernsehserie, Episode 2x14) als Hamid
- 1996: Gargoyles – Auf den Schwingen der Gerechtigkeit (Gargoyles, Fernsehserie, Episode 3x05) als Matthew
- 1996: Die Dschungelbuch Kids (Jungle Cubs, Fernsehserie, Episode 1x04) als Mungo
- 1996–2002: Hey Arnold! (Fernsehserie, 13 Episoden) als Curly Gammelthorpe
- 1997: Adventures from the Book of Virtues (Fernsehserie, Episode 1x11) als Höfling, Croseus und Russ
- 1997: Alle Hunde kommen in den Himmel (All Dogs Go to Heaven: The Series, Fernsehserie, 2 Episoden) als David
- 1997–2000: Pepper Ann (Fernsehserie, 6 Episoden) als Crash
- 1999: Disneys Große Pause (Recess, Fernsehserie, Episode 4x22) als Dwayne
- 2000: Expedition der Stachelbeeren (The Wild Thornberrys, Fernsehserie, Episode 2x22) als Todd
- 2000: Batman of the Future (Fernsehserie, 2 Episoden) als Kenny und Junge
- 2000–2001: Gingers Welt (As Told by Ginger, Fernsehserie, 4 Episoden) als Ian Richton
- 2002: Oh Yeah! Cartoons (Fernsehserie, Episode 3x14) als Floyd und Mo
- 2003: Fillmore! (Fernsehserie, 2 Episoden) als brutaler Geek und Winston Kotter
- 2005: Juniper Lee (The Life and Times of Juniper Lee, Fernsehserie, Episode 1x04)
- 2005–2007: American Dragon (American Dragon: Jake Long, Fernsehserie, 7 Episoden) als Bananas B, Nigel Thrall und Fred
- 2005–2008: Ben 10 (Fernsehserie, 4 Episoden) als JT, junger Max Tennyson und nerdiger Junge
- 2006: Avatar – Der Herr der Elemente (Avatar: The Last Airbender, Fernsehserie, Episode 2x06) als Schüler der Akademie
- 2006–2008: Legion of Super Heroes (Fernsehserie, 20 Episoden) als diverse Rollen
- 2008–2010: The Secret Saturdays (Fernsehserie, 4 Episoden) als Ulraj
- 2008–2010: Ben 10: Alien Force (Fernsehserie, 3 Episoden) als Pierce
- 2010: Kick Buttowski – Keiner kann alles (Kick Buttowski: Suburban Daredevil, Fernsehserie, Episode 1x16) als unbekannt
- 2010: Phineas und Ferb (Phineas and Ferb, Fernsehserie, 4 Episoden) als zusätzliche Stimmen
- 2011: Ben 10: Ultimate Alien (Fernsehserie, Episode 3x01) als Pierce
- 2011–2015: Jake und die Nimmerland Piraten (Jake and the Never Land Pirates, Fernsehserie, 8 Episoden) als Peter Pan, Peter Pans Schatten und Der Hüter
- 2012: Robot and Monster (Fernsehserie, Episode 1x14) als Fuzzy Slippers
- 2012–2013: Winx Club (Fernsehserie, 26 Episoden) als Tritannus
- 2021: Arcane (Fernsehserie, Episode 1x01) als zusätzliche Stimmen
- 2023: Adventures in Odyssey (Fernsehserie, 2 Episoden) als Ryan Cummings

### Videospiele
- 1996: Goosebumps: Escape from Horrorland als Luke Morris
- 1997: Disney’s Animated Storybook: 101 Dalmatians als Welpe
- 2003: Midnight Club II als Angel
- 2005: Tony Hawk’s American Wasteland als Ian
- 2014: WildStar als Arwick Redleaf und Freebot

## Belege
1. ↑  Adam Wylie Biography (1984-). Zuletzt abgerufen am 17. April 2022.

| Personendaten    | Personendaten                             |
| ---------------- | ----------------------------------------- |
| NAME             | Wylie, Adam                               |
| ALTERNATIVNAMEN  | Wylie, Adam Augustus (vollständiger Name) |
| KURZBESCHREIBUNG | US-amerikanischer Schauspieler            |
| GEBURTSDATUM     | 23. Mai 1984                              |
| GEBURTSORT       | San Dimas, Kalifornien                    |